# Canthonella lenkoi
Canthonella lenkoi là một loài bọ cánh cứng trong họ Bọ hung (Scarabaeidae).